# Mercury Islands
Mercury Islands är en ögrupp med sju öar nordost om Nordön i Nya Zeeland. Den ligger 8 kilometer från land utanför Coromandelhalvön, 35 kilometer nordost om staden  Whitianga. Mot väst ligger den största ön, Great Mercury Island (även Ahuahu), som är privatägd och mot öst ligger Red Mercury Island. Mellan dem ligger fem mindre öar. 
Söder om ögruppen och norr om inloppet till Mercury Bay  ligger flera småöar och 15 kilometer norr om Great Mercury Island ligger ytterligare en ö Cuvier Island som dock vanligen inte räknas till ögruppen. Great Mercury Island, som är den enda bebodda ön, är rester av en ryolitvulkan från pliocen. De övriga öarna är naturreservat och häckningsområde för whakaupetrell.
Great Mercury Island var en av de första platserna i New Zeeland som  befolkades av Maorier och med dem kom polynesisk råtta till ön. Senare kom även skeppsråttor och katter med de europeiska fartygen. De introducerade djuren har påverkat faunan varför man beslöt att de skulle utrotas för att skydda fågellivet. I maj 2016 förklarades ön fri från skadedjur.